# ديفيد وارد (لاعب كريكت)
ديفيد وارد (20 يوليو 1981 في أستراليا - )  (بالإنجليزية: David Ward)‏ هو لاعب كريكت أسترالي. لعب مع Derbyshire Cricket Board ‏.

## وصلات خارجية
- ديفيد وارد على موقع إي آس بي آن كريك إنفو (الإنجليزية)